# Harpe (architecture)
Pour les articles homonymes, voir Harpe (homonymie).

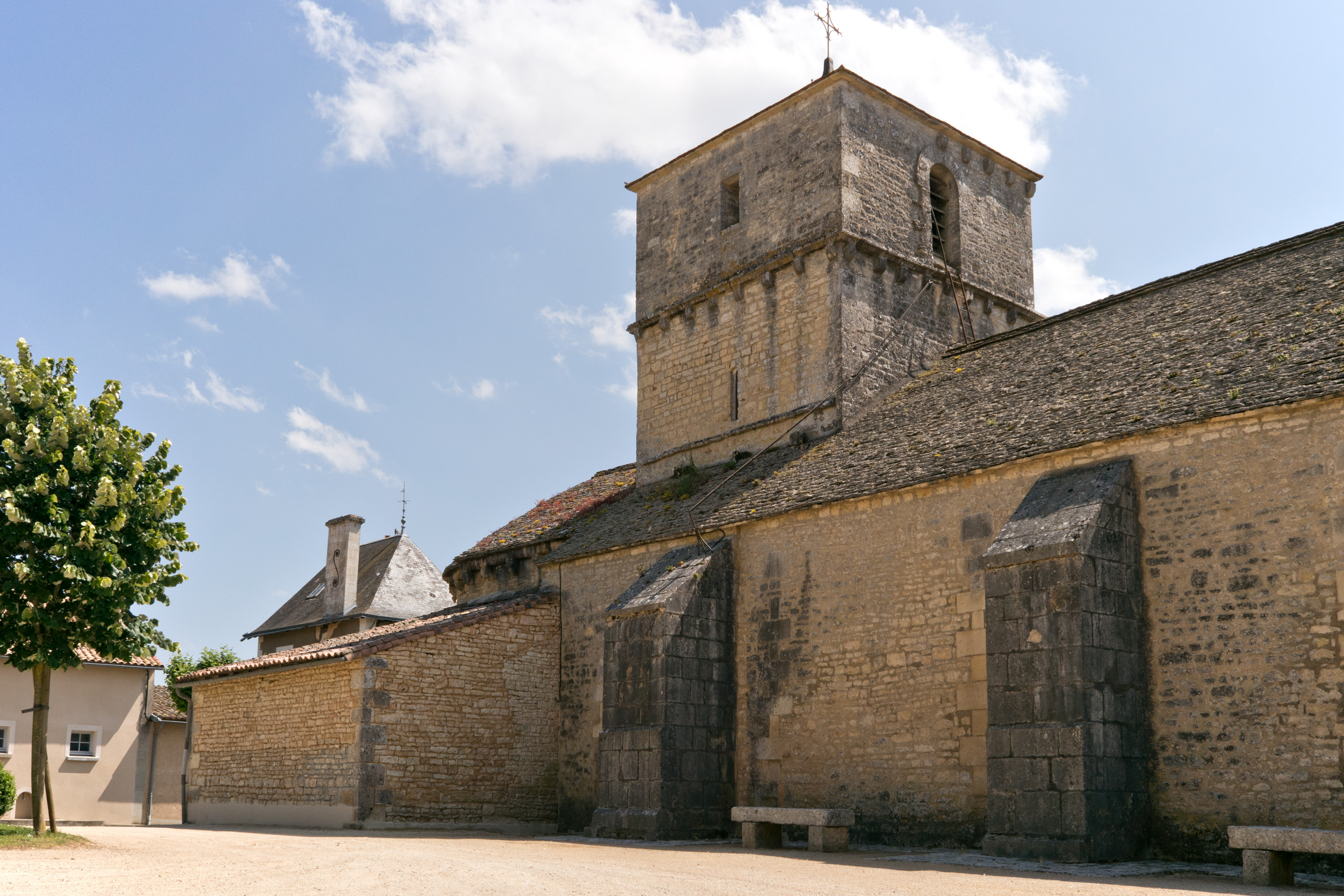
Contreforts et jambes harpées raidissant un mur gouttereau.

La harpe est l'ensemble des pierres, moellons, blocs de béton disposés en alternance pour former un angle de mur (le « retour »), pour former un chaînage harpé vertical par une alternance de pierres plus larges superposées aux pierres ordinaires (pour former une besace qui est composée de boutisses et panneresses : grands axes croisés des éléments en appareil.)
Le harpage est un des noms de la technique d'appareillage de coin d’un mur, d'une cloison : la disposition de pierres, de blocs, de carreaux de plâtre, en superposition alternée par pan dont les joints verticaux d'élément composant un pan sont justes au nu de l'autre pan.
La harpe d'attente est le résultat de pose en harpage incomplet, servant au raccord futur entre des constructions par la disposition de pierres posées en saillie ou manquantes. L'about de mur de bâtiment qui doit être prolongé, le pan de mur qui doit avoir un contrefort ou un mur de refend futur d'un corps futur[pas clair] comporte une harpe d'attente et n'aura alors pas de joint de rupture de bâtisse et se voit momentanément en façade. Ces harpes sont aussi destinées, dans une muraille, à permettre ultérieurement de prolonger solidement la statique de la carcasse à construire.
Instrument de levage en forme de griffe, de croc.
|  |  |  |  |